# Лунн, Майкл
Майкл Лунн (англ. Michael Lunn, в России — Михаил Самойлович Лунн) — английский специалист по паровым машинам, переехавший в Россию и в течение многих лет работавший управляющим Балашихинской мануфактуры (Балашиха).

## Биография
Родился в Англии в городе Слейтуэйт, Йоркшир. 17 марта 1820 года. В 1850 году приехал в подмосковную Балашиху в качестве мастера для монтажа 50-сильного парового двигателя фирмы «Пратт» с воздушным охлаждением, выписанного для фабрики по производству хлопчатобумажных тканей, после чего ему был предложен 20-летний контракт на управление фабрикой.
В 1873 году купцы и фабриканты Иван Карзинкин, Павел Шелапутин, Михаил Щеглов вместе с Лунном образовали Товарищество на паях «Балашихинская мануфактура».
Скончался в Балашихе 9 марта 1895 года. Похоронен на старом кладбище в селе Никольское-Трубецкое (в настоящее время — одноименный квартал в черте города Балашиха), там же похоронены его жена и один из сыновей (всего в семье было девять детей). Оставшиеся в живых потомки Лунна бежали из России в 1918 году, за исключением его дочери Дженни, которая вышла замуж за русского инженера Потапова и осталась в стране.

## Память
Именем Майкла Лунна названа небольшая улица в 22-м микрорайоне Балашихи (Балашиха-Парк).